# Muratyn
Muratyn – wieś w Polsce położona w województwie lubelskim, w powiecie tomaszowskim, w gminie Łaszczów.
W latach 1975–1998 miejscowość administracyjnie należała do województwa zamojskiego.
Na terenie wsi obok kościoła rzymskokatolickiego, prowadzi działalność duszpasterską Kościół Chrystusowy, wyznanie protestanckie o charakterze ewangelicznym.
Wieś stanowi sołectwo gminy Łaszczów. Według Narodowego Spisu Powszechnego z roku 2011 wieś liczyła 163 mieszkańców.
Wierni Kościoła rzymskokatolickiego należą do parafii Przemienienia Pańskiego w Czartowcu.

## Części wsi
| SIMC    | Nazwa   | Rodzaj    |
| ------- | ------- | --------- |
| 0893819 | Bajówka | część wsi |
| 0893825 | Felówka | część wsi |
| 0893831 | Podpole | część wsi |

## Historia
Muratyn dawniej nazywany także Moratyn – wieś z rodowodem sięgającym wieku XV. Pojawia się w dokumentach w 1430 roku, wówczas to została nadana Mikołajowi (z sochaczewskiego Nieborowa) Nieborowskiemu herbu Prawda (w latach 1417–1430 kuchmistrz książęcy, kasztelan sochaczewski 1427-1430). W 1494 r. należała do Jana Nieborowskiego, który w tym roku wieś odsprzedaje. (A. Boniecki w herbarzu podaje, iż w 1492 dziedzicem wsi był Jan Lubański z Lubań w ziemi rawskiej na południowym Mazowszu.) W 1533 r. wieś należy do Sasina Nieborowskiego. Według spisu poborowego z 1564 roku była to już własność Drohiczańskich (wówczas 2,25 łana = 37,8 ha gruntów), w 1687 – Prusinowskich, zaś w połowie XVIII wieku należała do Rostkowskich.
Według spisu z 1880 r. wieś liczyła 46 domów i 471 mieszkańców, w tym 73 katolików.
Spis z 1921 r. wykazał we wsi 54 domy oraz 464 mieszkańców, w tym 4 Żydów i 355 Ukraińców.

Na przełomie XIX i XX w. istniała tu drewniana cerkiew wystawiona w 1687 roku. Dziedzice wsi – Prusinowscy – uczynili to jak podają dlatego, aby ich poddani chłopi 

”... już po cudzych parafijach nie błąkali się więcej, ale jako jednego pana poddani tam na nabożeństwie bywali”

.